# Heleia javanica
Heleia javanica là một loài chim trong họ Zosteropidae.